# Йоганнес ван Лун
Йоганнес ван Лун (нід. Johannes van Loen, нар. 4 лютого 1965, Утрехт) — колишній нідерландський футболіст, що грав на позиції нападника.

## Клубна кар'єра
У дорослому футболі дебютував 1983 року виступами за команду клубу «Утрехт», в якій провів п'ять сезонів, взявши участь у 116 матчах чемпіонату. Більшість часу, проведеного у складі «Утрехта», був основним гравцем атакувальної ланки команди і одним з головних бомбардирів команди, маючи середню результативність на рівні 0,38 голу за гру першості. Крім того, 1985 року Йоганнес допоміг клубу вперше в своїй історії виграти Кубок Нідерландів, забивши у фіналі вирішальний гол у ворота клуба «Хелмонд Спорт».
Влітку 1988 року гравець перейшов в «Роду», де провів два сезони, після чого відправився в бельгійський «Андерлехт», з яким став чемпіоном Бельгії.
Своєю грою за останню команду привернув увагу представників тренерського штабу клубу «Аякс», до складу якого приєднався влітку 1991 року. Відіграв за команду з Амстердама наступні два сезони своєї ігрової кар'єри, створивши атакувальне тріо з Деннісом Бергкампом і Стефаном Петтерссоном. За цей час виборов титул володаря Кубка УЄФА.
Влітку 1992 в «Аякс» прийшов Марк Овермарс і ван Лун втратив місце в складі. Через це в кінці року він перейшов в «Феєнорд», у складі якого провів наступні два з половиною роки своєї кар'єри гравця. Граючи у складі «Феєнорда» здебільшого виходив на поле в основному складі команди і частково відновив свою форму. Крім того, в 1993 році з командою він відсвяткував свій перший титул чемпіона Нідерландів, а в 1994 і 1995 роках вигравав національний Кубок. 
У 1995 році він відправився в оренду в японський клуб «Санфречче Хіросіма», але не досяг з клубом клубу ніякого успіху. 
У 1996 році ван Лун повернувся в «Утрехт», де він грав протягом наступних трьох сезонів, але головним чином був лише гравцем заміни. 
Завершив професійну ігрову кар'єру у кіпрському клубі АПОЕЛ, за команду якого виступав протягом сезону 1998/99 років, вигравши кубок Кіпру.

## Виступи за збірну
20 листопада 1985 року дебютував в офіційних матчах у складі національної збірної Нідерландів в грі проти збірної Бельгії (2:1). 
У складі збірної був учасником чемпіонату світу 1990 року в Італії, на якому зіграв в одному матчі з ірландцями (1:1).
Протягом кар'єри у національній команді, яка тривала 6 років, провів у формі головної команди країни лише 7 матчів, забивши 1 гол.

## Статистика
| Чемпіонат  | Чемпіонат            | Чемпіонат       | Ліга | Ліга |
| Сезон      | Клуб                 | Ліга            | Ігри | Голи |
| Нідерланди | Нідерланди           | Нідерланди      | Ліга | Ліга |
| ---------- | -------------------- | --------------- | ---- | ---- |
| 1983/84    | «Утрехт»             | Ередивізі       | 2    | 0    |
| 1984/85    | «Утрехт»             | Ередивізі       | 22   | 5    |
| 1985/86    | «Утрехт»             | Ередивізі       | 30   | 15   |
| 1986/87    | «Утрехт»             | Ередивізі       | 31   | 11   |
| 1987/88    | «Утрехт»             | Ередивізі       | 31   | 13   |
| 1988/89    | «Рода»               | Ередивізі       | 31   | 8    |
| 1989/90    | «Рода»               | Ередивізі       | 25   | 17   |
| Бельгія    | Бельгія              | Бельгія         | Ліга | Ліга |
| 1990/91    | «Андерлехт»          | Перший дивізіон | 26   | 3    |
| Нідерланди | Нідерланди           | Нідерланди      | Ліга | Ліга |
| 1991/92    | «Аякс»               | Ередивізі       | 30   | 10   |
| 1992/93    | «Аякс»               | Ередивізі       | 7    | 1    |
| 1992/93    | «Феєнорд»            | Ередивізі       | 16   | 4    |
| 1993/94    | «Феєнорд»            | Ередивізі       | 23   | 9    |
| 1994/95    | «Феєнорд»            | Ередивізі       | 15   | 4    |
| Японія     | Японія               | Японія          | Ліга | Ліга |
| 1995       | «Санфречче Хіросіма» | Джей-ліга       | 36   | 9    |
| Нідерланди | Нідерланди           | Нідерланди      | Ліга | Ліга |
| 1995/96    | «Утрехт»             | Ередивізі       | 14   | 1    |
| 1996/97    | «Утрехт»             | Ередивізі       | 25   | 6    |
| 1997/98    | «Утрехт»             | Ередивізі       | 12   | 0    |
| Кіпр       | Кіпр                 | Кіпр            | Ліга | Ліга |
| 1998/99    | АПОЕЛ                | Перший дивізіон | 0    | 0    |
| Країна     | Нідерланди           | Нідерланди      | 314  | 104  |
| Країна     | Бельгія              | Бельгія         | 26   | 3    |
| Країна     | Японія               | Японія          | 36   | 9    |
| Країна     | Кіпр                 | Кіпр            | 0    | 0    |
| Всього     | Всього               | Всього          | 376  | 116  |

| Збірна Нідерландів | Збірна Нідерландів | Збірна Нідерландів |
| Роки               | Ігри               | Голи               |
| ------------------ | ------------------ | ------------------ |
| 1985               | 1                  | 0                  |
| 1986               | 0                  | 0                  |
| 1987               | 0                  | 0                  |
| 1988               | 1                  | 0                  |
| 1989               | 3                  | 1                  |
| 1990               | 2                  | 0                  |
| Всього             | 7                  | 1                  |

## Титули і досягнення
- Володар Кубка УЄФА (1):

«Аякс»: 1991-92
- Чемпіон Нідерландів (1):

«Феєнорд»: 1992-93
- Чемпіон Бельгії (1):

«Андерлехт»: 1990-91
- Володар Кубка Нідерландів (3):

«Утрехт»: 1984-85
«Феєнорд»: 1993-94, 1994-95
- Володар Кубка Кіпру (1):

АПОЕЛ: 1998-99